# 尤寧 (康乃狄克州)
尤寧（英語：Union）是一個位於美國康乃狄克州托蘭縣的城鎮。

## 地理
尤寧的座標為41°59′17″N 72°09′41″W / 41.98806°N 72.16139°W，而該地的平均海拔高度為299米（即981英尺）。

## 人口
根據2010年美國人口普查的數據，尤寧的面積為77.20平方千米，當中陸地面積為74.30平方千米，而水域面積為2.90平方千米。當地共有人口854人，而人口密度為每平方千米11.06人。